# Jon Harley
Jon Harley (Maidstone, 26 settembre 1979) è un ex calciatore inglese, di ruolo centrocampista.

## Carriera

### Club
Ha giocato nella prima divisione inglese.

### Nazionale
Ha partecipato agli Europei Under-21 del 2000.

## Palmarès

### Club

#### Competizioni nazionali
- Coppa d'Inghilterra: 2

Chelsea: 1996-1997, 1999-2000
- Coppa di Lega inglese: 1

Chelsea: 1997-1998
- Community Shield: 1

Chelsea: 2000

#### Competizioni internazionali
- Coppa delle Coppe: 1

Chelsea: 1997-1998
- Supercoppa UEFA: 1

Chelsea: 1998
- Coppa Intertoto UEFA: 1

Fulham: 2001